# Irodalomtanítás

## Irodalomtanítás az önálló tantárggyá válás előtt
Az irodalom mint önálló tantárgy története alig hosszabb egy évszázadnál. Korábban, e száz évet megelőzően az irodalmi szövegek más tantárgyak részeiként voltak jelen az oktatásban. Az írás-olvasás-, az etika-, a vallástanítás céljait szolgálták, illetve a nyelvoktatást, a retorikai, a poétikai és a stilisztikai ismeretek tanulását segítették. Az elitoktatásban a klasszikus irodalmi műveltség elsajátítása a latin és a görög, a világirodalom későbbi alkotásainak megismerése pedig az úgy nevezett „modern nyelvek”, a német, a francia és az angol tananyagának része volt. A nemzeti irodalom alkotásaival az anyanyelvi oktatás keretében ismerkedtek meg a diákok.

## Önálló tantárggyá válás
Önálló tantárggyá válása után az irodalomtanítás fókuszában Európa-szerte az 1970-es évek végéig a nemzeti irodalom megismertetése állt, eszköze pedig az irodalomolvasás volt. Irodalomtörténeti áttekintést csak a középiskola utolsó egy vagy két évfolyamán tanítottak. A tantárgy célja a nemzeti kánon megismertetése és továbbhagyományozása volt. Az Európában kialakult különböző oktatási koncepciók metaforikusan a két angol iskola, a cambridge-i és a londoni alapján írhatók le legjobban. A cambridge-i a kanonizált szépirodalmi művekre, míg a londoni a sokoldalú, igényes nyelvhasználatra, a művelt felsőközéposztály nyelvi kódjainak elsajátítására helyezte a hangsúlyt.
Európa keletibb felében a második világháborúig hasonló tendenciák uralkodtak, a 40-es évek végétől kezdve azonban az orosz-szovjet oktatási modell hatására a nyugat-európaitól eltérően az anyanyelv és az irodalom elvált egymástól, és többé-kevésbé két külön tantárgyat alkotott. Az irodalom tanításában a kanonizált művek kronologikus oktatása vált meghatározóvá hol több, hol kevesebb világirodalmi kontextusba helyezve, míg az anyanyelv tanításában a leíró nyelvtan és a helyesírás kapott központi szerepet.
A mai magyar oktatásban a művészeti tantárgyak közül egyedülálló módon az irodalom érettségi tárgynak számít, így ennek a szerepe a legnagyobb a művészeti képzés területén.

## Fordulat Nyugat-Európában, globális változások

### Társadalmi változás
Az 1960-as, 70-es években Nyugat-Európa-szerte fordulat következett be, amelynek hátterében jelentős társadalmi változások és a humán tudományok paradigmaváltásai álltak. A társadalmi változások emancipatorikus jellegéből következően előbb a középfokú, majd a felsőfokú oktatás vált a tömegoktatás részévé. A felemelkedő társadalmi rétegek tanításában, nevelésében nem maradhatott többé egyeduralkodó, sőt irányadó sem a felsőközéposztály elitkultúrája. A globalizálódó világban a „magas kultúra” helye is megváltozott. A tömegkultúra térhódítása világjelenséggé vált, az elit kultúra pedig fokozatosan elvesztette kiemelt státuszát, sőt bizonyos értelemben szubkultúrává vált. Az empancipatorikus folyamatok a nőirodalom, az etnikai kisebbségek, a nem-európai gyökerű kultúrák fokozatos előtérbe kerülését is magukkal hozták.

### Paradigmaváltás a tudományokban
Eközben maga a tudomány is átalakult. A filozófia, az esztétika, a nyelvelmélet, az irodalomtudomány, a szövegértelmezés új irányzatai jöttek létre. A strukturalizmus, a szemiotika, a dekonstrukció, a hermeneutika, a befogadáselmélet és más tudományos iskolák megkérdőjelezték a művek zárt, örökérvényű értelmezésének lehetőségét. A művek jelentése nyitottá vált, amelyben nem csupán a tudomány művelőinek olvasata számított autentikusnak, hanem relevánssá vált minden egyes olvasóé is (U. Eco, H.R. Jauss, S. Fish). Ezek a változások nem csupán a tudományban, de a művészetekben, a szépirodalomban is végbementek. Már a modernizmus korábbi korszakai is szembefordultak a kánonnal, a neoavantgárd és a posztmodern pedig radikálisan átértelmezte a műalkotás, az esztétikum, a művészet mibenlétéről alkotott felfogást (J.-F. Lyotard, J. Derrida, M. Foucault).

### A változások hatása az irodalomtanításra
E társadalmi, filozófiai, művészeti változások hatására az irodalomtanítás is átalakult Európa-szerte. A kánon tanítása visszaszorult. Az enciklopédikus tudás helyett a praktikus ismeretek kerültek előtérbe (közelítve az Egyesült Államok oktatási gyakorlatához). A tankönyvekbe mind több nem szépirodalmi szöveg került be. Az oktatás célja is módosult. A jövő, a felnőttkor mellett a gyerekek jelenét is figyelembe vevő, gyermekközpontú és a szocializációt szolgáló oktatás került előtérbe. A felgyorsuló tudományos és technikai fejlődés miatt az iskolában elsajátított tudás avulási rátája jelentősen megnőtt. Ennek következtében előtérbe került a kompetenciák fejlesztése iránti igény, az egész életen át tartó tanulás képességének elsajátítása. Az anyanyelv és irodalom tanításában a figyelem a nyelvi és kommunikációs kompetenciák, a több médiumú oktatás és ismeretszerzés felé fordult.
A társadalmi változások, a tudomány és a művészetek új paradigmái átalakították az oktatás tartalmát, céljait és a követelményeket, ez pedig kihatott a tanítás módszertanára, az óraszervezés mikéntjére is. A frontális osztálytanítás, a tanári előadás visszaszorult. Előtérbe került az egyéni, a páros és a csoportmunka, elterjedt a projekttanítás, megváltozott a tanár szerepe. Nem a tanár többé a tudás legfőbb forrása, inkább mentor, aki szervezi a diákok ismeretszerző, kompetenciákat fejlesztő tevékenységét.
Ezek az átalakulások globális tendenciáknak tekinthetők, amelyek többé-kevésbé világszerte megfigyelhetők. Az irodalmi kánon tanítását, az irodalomelméleti, irodalom- és kultúrtörténeti megközelítést a műközpontú, sőt a gyermek- és élményközpontú, kompetenciákat fejlesztő irodalomtanítás váltja fel, amely magában foglalja a többkultúrájú (multikulturális) társadalmak különböző gyökerű és fókuszú műveinek a megismerését. A kultúraszegmensek nem hierarchikusak többé, hanem mellérendelt viszonyban állnak egymással. Így magának az irodalmi „kánonnak” a jelentése is átalakul, multikulturálissá válik, amelynek nemcsak az etnikai csoportok, de a különböző társadalmi rétegek kultúrája is részévé válik, akárcsak a nőirodalom vagy a tömegkultúra. A hierarchizáltság helyett a mellérendelés, a centralizáció helyett a decentralizáció jellemzi az új „kánonokat”, amelyekre, főleg az Egyesült Államokban a helyi közösségek jelentős befolyással bírnak.

## A mai magyar helyzet
Az irodalomoktatás Magyarországon csak nehezen tud elszakadni a szovjet-orosz modelltől, az időrendiségtől mint tartalomszervező elvtől. Hasonló nehézséget okoz annak a feldolgozása, hogy a középiskola már évtizedek óta a tömegoktatás része. A követelmények, a módszerek, az óraszervezés alig vesznek tudomást e tényről (v.ö.: kerettantervek, érettségi követelmények, tanórai munka). A tankönyvek többsége tudományos monográfiára emlékeztet, ha egyikben-másikban vannak is új tendenciák. Élménycentrikus tanításra törekvés, csoportmunka stb. fellelhető az irodalomtörténet, a tudományos igényű műelemzés tanítása közben Pethőné Nagy Csilla (2002-2005) tankönyvsorozatában. Az Arató László – Pála Károly-féle tankönyvek (1994-1999) szakítanak ugyan a kronologikus oktatással, de ugyancsak az elit, akadémiai műveltség körében mozognak. 1990-ben még csak alig több mint tíz-tizenöt éves volt a magyarországi irodalomtanítás lemaradása a világtendenciáktól, ma már több mint harminc.